# Sieradz (gemeente)
De gemeente Sieradz is een landgemeente in het Poolse woiwodschap Łódź, in powiat Sieradzki.
De zetel van de gemeente is in Sieradz.
Op 30 juni 2004 telde de gemeente 9781 inwoners.

## Oppervlakte gegevens
In 2002 bedroeg de totale oppervlakte van gemeente Sieradz 181,63 km², waarvan:
- agrarisch gebied: 72%
- bossen: 20%

De gemeente beslaat 12,18% van de totale oppervlakte van de powiat.

## Demografie
Stand op 30 juni 2004:
| Omschrijving                   | Totaal | Totaal | Vrouwen | Vrouwen | Mannen | Mannen |
| ------------------------------ | ------ | ------ | ------- | ------- | ------ | ------ |
| eenheid                        | aantal | %      | aantal  | %       | aantal | %      |
| inwoners                       | 9781   | 100    | 4791    | 49      | 4990   | 51     |
| bevolkingsdichtheid (inw./km²) | 53,9   | 53,9   | 26,4    | 26,4    | 27,5   | 27,5   |

In 2002 bedroeg het gemiddelde inkomen per inwoner 1215,13 zł.

## Miejsowości
Biskupice, Bobrowniki, Okopy (część wsi Bobrowniki), Bogumiłów, Chałupki, Charłupia Mała, Chojne, Czartki, Dąbrowa Wielka, Dąbrówka Sieradzka, Dębina, Dzierlin, Dzigorzew, Grabowiec, Grądy, Jeziory, Kamionaczyk, Kłocko, Kowale, Kuśnie, Łosieniec, Męcka Wola, Mnichów, Okręglica, Podłężyce, Ruda, Rzechta, Sokołów, Stoczki, Sucha, Wiechucice.

## Aangrenzende gemeenten
Brzeźnio, Burzenin, Sieradz, Warta, Wróblew, Zapolice, Zduńska Wola